# Porta de la Ciutadella
La Porta de la Ciutadella (castellà: Puerta de la Ciudadela) és un monument històric de Montevideo, la capital de l'Uruguai.

## Informació
Aquesta construcció data de l'any 1742, quan la ciutat es trobava sota domini imperial d'Espanya, a la llavors Banda Oriental (vegeu Virregnat del Riu de la Plata). La Porta va ser edificada per les tropes militars espanyoles i originalment formava part d'una construcció més gran. El 1877 es va demolir bona part de la fortalesa original de la Ciutadella per construir l'actual Plaça de la Independència.
La Porta va ser construïda amb granit. Actualment, té una funció simbòlica, ja que separa la ciutat moderna de l'antiga Montevideo colonial, el barri conegut com a Ciudad Vieja ("Ciutat Vella").

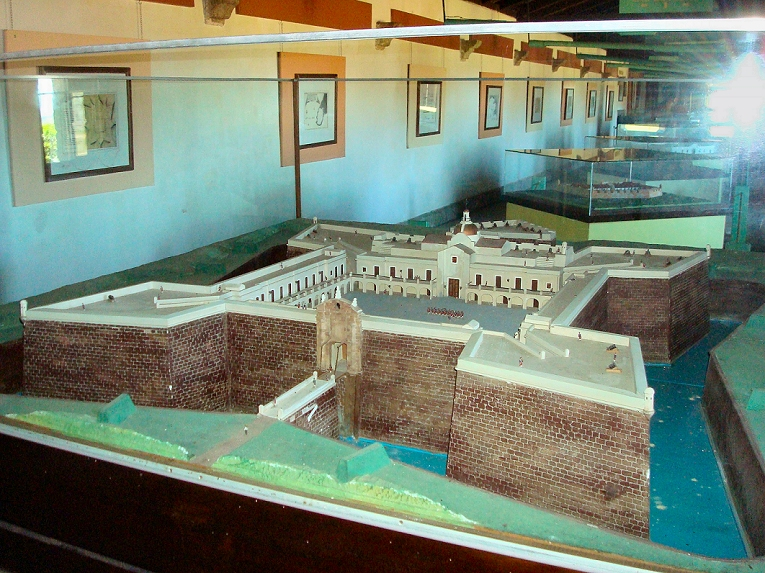
Rèplica de la Ciutadella, antiga fortalesa militar de Montevideo.